# Царево (Торопецький район)
Царево (рос. Царево) — присілок в Торопецькому районі Тверської області Російської Федерації.
Населення становить 11 осіб. Входить до складу муніципального утворення Скворцовське сільське поселення.

## Історія
Від 2005 року входить до складу муніципального утворення Скворцовське сільське поселення.

## Населення
| 2010 |
| ---- |
| 11   |